# Raoul Wijnakker
Raoul Wijnakker (Gent, 29 mei 1932 - aldaar, 6 mei 2013) was een Belgisch liberaal politicus, schrijver en dichter.

## Levensloop
Raoul Wijnakker groeide op in de Gentse wijk Heilig Kerst. Hij promoveerde tot doctor in de economische wetenschappen aan de Rijksuniversiteit Gent. Na zijn studies bouwde hij een carrière op in het bedrijfsleven. Zo nam hij de leiding van de Scheepswerven van Langerbrugge, een bedrijf dat zijn grootvader had opgericht.
Na zijn huwelijk in 1954 verhuisde hij naar Oostakker, waar hij in 1964 gemeenteraadslid en schepen werd. Na de fusie van 1976 werd hij gemeenteraadslid en schepen van Gent. Van 1983 tot 1994 was hij eerste schepen in Gent. Hij was tot 2009 voorzitter van Muziekcentrum De Bijloke Gent. Frans Verheeke volgde hem in deze functie op.
Onder het pseudoniem Alfons du Harduwijn publiceerde Wijnakker gedichten in De Gentenaar, een dagblad waaraan hij op jonge leeftijd meewerkte. Hij schreef enkele romans en gedichtenbundels.
Hij was de vader van Frank Wijnakker, die tevens gemeenteraadslid en schepen van Gent werd.

## Publicaties
- De Paaseilanders, 1960.
- Het binnenschip, 1965.
- De castraattenor en ik, 1986.
- De folterkamerzanger, 1992.
- Voorlopig testament, 1995.
- De onbehuisde, 2002.